# Sudder Street

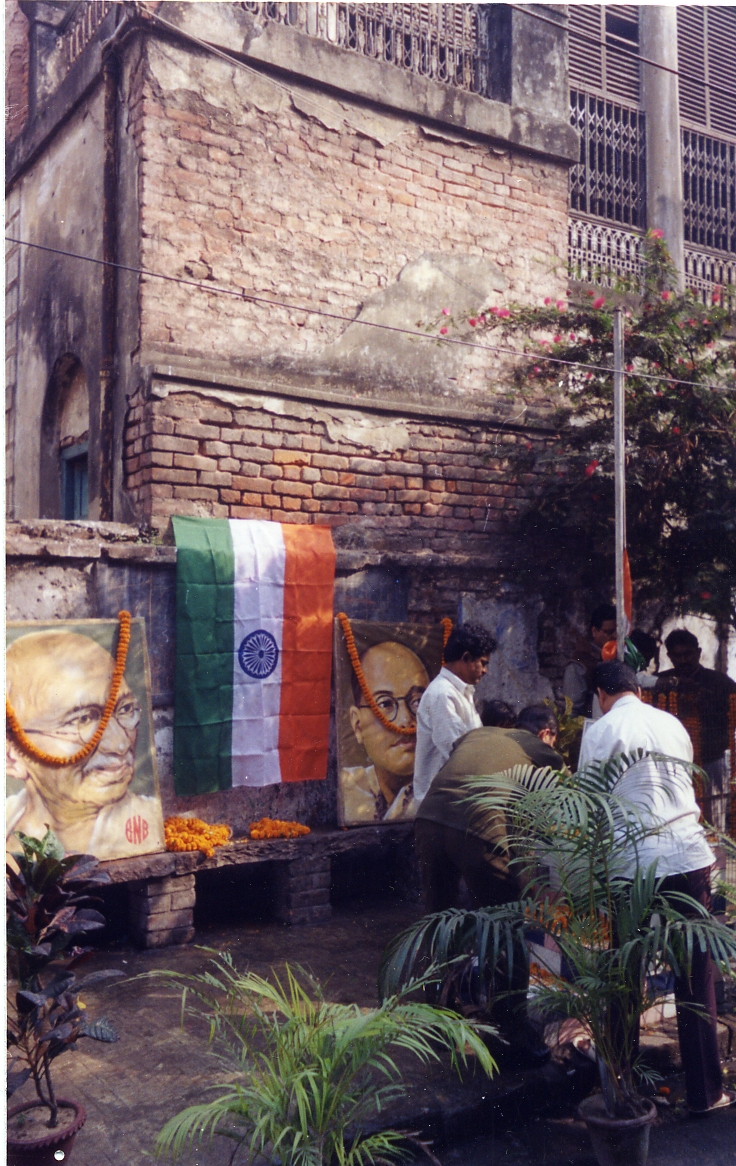
Viering van Republic Day in Sudder Street

Sudder Street is een straat in Kolkata, in de Indiase deelstaat West-Bengalen. De straat is bekend vanwege de toeristen die hier verblijven: er zijn hier veel goedkope hotels, alsook geldwisselkantoortjes en reisbureaus.
De straat loopt van Free School Street (recht tegenover de brandweerkazerne) tot Chowringhee Road. Op de hoek met deze straat ligt het Indian Museum. In een gebouw, op de hoek van Hartford Lane, heeft de beroemde dichter en Nobelprijs-winnaar Rabindranath Tagore enige tijd gewoond en enkele gedichten geschreven. Sudder Street ligt niet ver af van New Market (voorheen Sir Stuart Hogg Market).